# Gigi Dolin
Priscilla Lee Kelly (Douglasville, 5 giugno 1997) è una wrestler statunitense.

## Biografia
Nel 2012 è apparsa in una puntata di My Big Fat American Gypsy Wedding, un reality show dedicato all'organizzazione di matrimoni di tradizione romanichal.

## Carriera

### All Elite Wrestling (2020–2021)
Durante la puntata di Dynamite del 15 gennaio 2020 ha combattuto un match nella All Elite Wrestling, perdendo in pochi minuti contro Britt Baker.

### WWE (2021–2025)
Il 20 gennaio 2021 ha firmato un contratto con la WWE; ha debuttato il 31 marzo, con il ring name "Gigi Dolin", nel torneo Dusty Rhodes Classic di NXT, facendo coppia con Cora Jade e perdendo contro Candice LeRae e Indi Hartwell al primo turno.
Nel mese di agosto si è unita alle Toxic Attraction, stable formata insieme a Mandy Rose e Jacy Jayne. Durante la puntata di NXT del 28 settembre hanno affrontato Io Shirai e Zoey Stark per l'NXT Women's Tag Team Championship, ma sono state sconfitte. Il 26 ottobre hanno vinto i titoli in un ladder match che comprendeva anche le campionesse e Indi Hartwell e Persia Pirotta. Il 5 dicembre, a WarGames, le Toxic Attraction e Dakota Kai hanno perso contro Cora Jade, Kay Lee Ray, Io Shirai e Raquel González in un WarGames match. Il 2 aprile 2022, a Stand & Deliver, hanno perso le cinture contro Dakota Kai e Raquel González, ma le hanno riconquistate solo tre giorni più tardi durante la puntata settimanale di NXT; il 2 agosto hanno perso i titoli contro Katana Chance e Kayden Carter.
Il 19 agosto, a SmackDown, hanno fatto un'apparizione nel main roster, sconfiggendo Natalya e Sonya Deville. Il 14 dicembre la leader Mandy Rose, è stata licenziata dalla WWE e le Toxic Attraction hanno proseguito come tag team.
Il 10 gennaio 2023, a New Year's Evil, Dolin e Jayne hanno vinto contemporaneamente una battle royal per determinare la sfidante all'NXT Women's Championship di Roxanne Perez, ma il 4 febbraio, a Vengeance Day, sono state sconfitte dalla Perez. Durante la puntata di NXT del 7 febbraio Dolin è stata attaccata da Jayne, sancendo la fine delle Toxic Attraction; in seguito, Dolin ha effettuato un turn face.
Il 2 maggio 2025 è stata licenziata insieme a numerosi altri colleghi.

## Vita privata
È stata sposata dal 2018 al 2020 con il collega Darby Allin.

## Personaggio

### Mosse finali
- Mark of the Beast (lifting double underhook facebuster)
- Roma Clutch (tilt-a-whirl dragon sleeper)
- Trapped in Sin (Russian legsweep in una octopus hold)

### Soprannomi
- "Gypsy Princess"
- "Gypsy Queen"
- "Hell's Favorite Harlot"

## Titoli e riconoscimenti
- First Wrestling

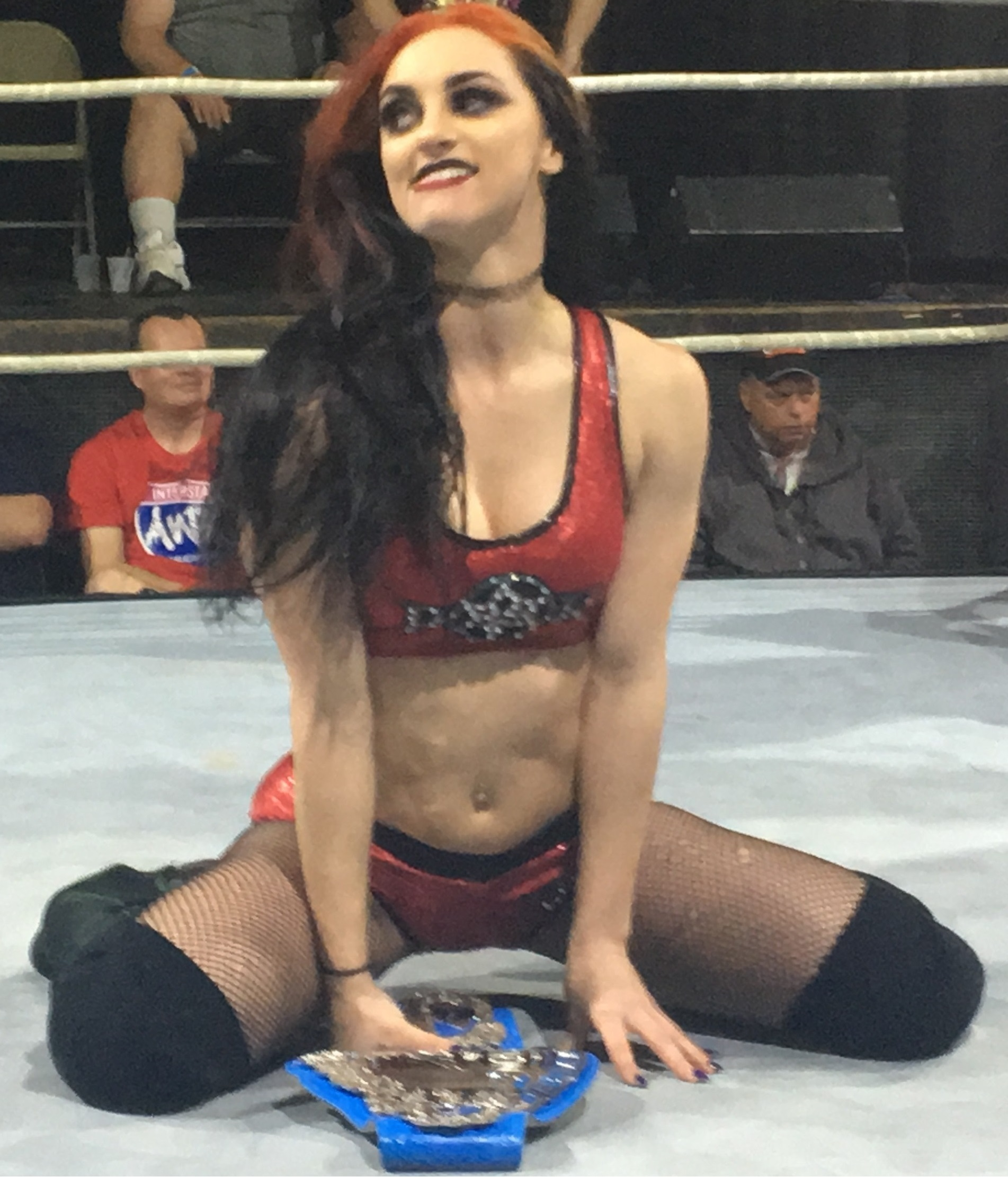
Priscilla Kelly con lo Shine Nova Championship, che ha detenuto una volta

  - First Wrestling Uptown VFW Championship (1)[10]
- Grim's Toy Show
  - GTS Intergender Champion (1)[11]
- Pro Wrestling Illustrated
  - 38ª tra le 100 migliori wrestler femminili nella PWI Women's 100 (2020)[12]
- Rogue Wrestling
  - Rogue Tag Team Championship (1)[13] – con Vipress
- Shine Wrestling
  - Shine Nova Championship (1)[14]
- WWE
  - NXT Women's Tag Team Championship (2)[15] con Jacy Jayne